# Aphis albella
Aphis albella är en insektsart. Aphis albella ingår i släktet Aphis och familjen långrörsbladlöss. Inga underarter finns listade i Catalogue of Life.